# 캄보디아의 주

캄보디아의 주

캄보디아의 최상위 행정 구역인 주(ខេត្ត, khaet, 刹)는 25개로 구성되어 있다.

## 캄보디아의 주 목록
괄호 안에 있는 내용은 주도이다.
1. 프놈펜
2. 반테아이메안체이주 (시소폰)
3. 바탐방주 (바탐방)
4. 캄퐁참주 (캄퐁참)
5. 캄퐁치낭주 (캄퐁치낭)
6. 캄퐁스페우주 (캄퐁스페우)
7. 캄퐁톰주 (캄퐁톰)
8. 캄포트주 (캄포트)
9. 칸달주 (타크마우)
10. 코콩주 (코콩)
11. 케프 주 (케프)
12. 크라티에주 (크라티에)
13. 몬둘키리주 (센모노롬)
14. 오다르메안체이주 (삼라옹)
15. 파일린주 (파일린)
16. 시아누크빌주 (시아누크빌)
17. 프레아비헤아르주 (프놈트벵메안체이)
18. 푸르사트주 (푸르사트)
19. 프레이벵주 (프레이벵)
20. 라타나키리주 (반룽)
21. 시엠레아프주 (시엠레아프)
22. 스퉁트렝주 (스퉁트렝)
23. 스바이리엥주 (스바이리엥)
24. 타케오주 (타케오)
25. 트봉크뭄주 (수옹)

## 같이 보기
- 캄보디아의 행정 구역